# 半谷清寿

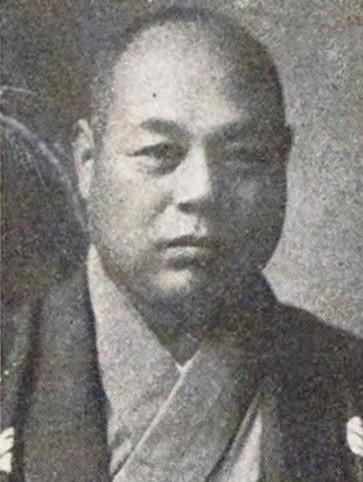
半谷清寿

半谷 清寿（清壽、はんがい せいじゅ、1858年12月31日（安政5年11月27日）- 1932年（昭和7年）2月18日）は、明治から昭和初期の実業家、農政家、政治家。衆議院議員。

## 経歴
陸奥国行方郡小高郷大井村（現・南相馬市小高区大井）で相馬中村藩郷士・半谷常清の長男として生まれた。福島師範学校を卒業後、小浜、二本松の小学校で教員として義務年限まで務めた。
その後、帰郷して酒造業を経営し、1886年（明治19年）士族救済のための相馬織物社を設立。1894年（明治27年）相馬精練を設立して小高の羽二重工業の振興に尽力した。その他、磐城水電取締役を務めた。
1893年（明治26年）の日本鉄道常磐線土地買収事件を契機に政治への関心を持ち、1912年（明治45年）5月の第11回衆議院議員総選挙で福島県郡部から出馬して当選。その後、第13回総選挙まで連続して当選し、衆議院議員を連続3期務めた。東北地方の農業発展のため、小作制度の改正、地租の軽減、国有林の解放などを主張した。
また、朝日ケ原、夜の森地区の開拓にも貢献した。

## 著作
- 『養蚕原論』進振堂、1888年。
- 『養蚕術』博聞社、1889年。
- 『官民調和策』忠愛社、1892年。
- 『天下の実業家諸君に告く』忠愛社、1892年。
- 『相馬事件実相論』九皐館、1893年。
- 『将来之東北』丸山舎書籍部、1906年。
- 『明治神宮東北に奉建の議』半谷清寿、1912年。
- 『農日本の新研究』平凡社、1929年。

## 関連文献
- 柴田哲雄『フクシマ・抵抗者たちの近現代史:平田良衛・岩本忠夫・半谷清寿・鈴木安蔵』彩流社、2018年。